# Rally van Zweden 1977
De Rally van Zweden 1977, officieel 27th International Swedish Rally, was de 27ste editie van de Rally van Zweden en de tweede ronde van het Wereldkampioenschap Rally in 1977. Het was de 43ste rally van het FIA Wereldkampioenschap Rally.

## Resultaten en rangschikking
| Top tien klassement | Top tien klassement | Top tien klassement                   | Top tien klassement                   | Top tien klassement | Top tien klassement | Top tien klassement | Top tien klassement |
| Pos                 | Nr                  | Rijder Navigator                      | Auto Inschrijving                     | Gr                  | Tijd                | Verschil            | Punten              |
| ------------------- | ------------------- | ------------------------------------- | ------------------------------------- | ------------------- | ------------------- | ------------------- | ------------------- |
| 1                   | 4                   | Stig Blomqvist Hans Sylvan            | Saab 99 EMS Saab Scania               | 4                   | 08:02.17            | 0.00                | -                   |
| 2                   | 19                  | Bror Danielsson Ulf Sundberg          | Opel Kadett GT/E Bror Danielsson      | 2                   | 08:08.19            | + 6.02              | -                   |
| 3                   | 8                   | Anders Kulläng Bruno Berglund         | Opel Kadett GT/E Anders Kulläng       | 2                   | 08:08.32            | + 6.15              | -                   |
| 4                   | 7                   | Simo Lampinen Sölve Andreasson        | Fiat 131 Abarth Simo Lampinen         | 4                   | 08:13.15            | + 10.58             | -                   |
| 5                   | 10                  | Kyösti Hämäläinen Juhani Korhonen     | Ford Escort RS2000 Kyösti Hämäläinen  | 1                   | 08:21.43            | + 19.26             | -                   |
| 6                   | 37                  | Hans Avelin Ragnar Spjuth             | Opel Ascona Hans Avelin               | 4                   | 08:30.26            | + 28.09             | -                   |
| 7                   | 43                  | Leif Asterhag Claes Billstam          | Toyota Celica 2000GT Leif Asterhag    | 2                   | 08:34.49            | + 32.32             | -                   |
| 8                   | 84                  | Sven-Inge Neby Gunnar Hendriksson     | Volvo 142 Sven-Inge Neby              | 2                   | 08:36.14            | + 33.57             | -                   |
| 9                   | 53                  | Ola Strömberg Per Carlsson            | Saab 96 V4 Ola Strömberg              | 2                   | 08:40.00            | + 37.43             | -                   |
| 10                  | 12                  | Per Engseth Asbjørn Fløene            | Lada 1500 Per Engseth                 | 2                   | 08:40.13            | + 37.56             | -                   |
| Niet aan de finish  |                     |                                       |                                       |                     |                     |                     |                     |
| Pos                 | Nr                  | Rijder Navigator                      | Auto Inschrijving                     | Gr                  | KP                  | Reden               | Punten              |
| NF                  | 1                   | Per Eklund Björn Cederberg            | Saab 99 EMS Saab Scania               | 4                   | -                   | motor               | -                   |
| NF                  | 2                   | Markku Alén Ilkka Kivimäki            | Fiat 131 Abarth Markku Alén           | 4                   | -                   | brand               | -                   |
| NF                  | 3                   | Hannu Mikkola Arne Hertz              | Toyota Corolla Hannu Mikkola          | 4                   | -                   | elektrisch          | -                   |
| NF                  | 5                   | Timo Mäkinen Henry Liddon             | Fiat 131 Abarth Timo Mäkinen          | 4                   | -                   | distributeur        | -                   |
| NF                  | 6                   | Pentti Airikkala Risto Virtanen       | Toyota Celica 2000GT Pentti Airikkala | 4                   | -                   | injectie            | -                   |
| NF                  | 11                  | Sepp Haider Jörg Pattermann           | Opel Kadett GT/E Josef Haider         | 2                   | -                   | ongeluk             | -                   |
| NF                  | 23                  | Kalle Grundel Leif Lindberg           | Saab 99 EMS Kalle Grundel             | 4                   | -                   | versnellingsbak     | -                   |
| NF                  | 33                  | Ingvar Carlsson Sven-Roine Hasselberg | BMW 2002 Ingvar Carlsson              | 4                   | -                   | carburateur         | -                   |
| NF                  | 103                 | Rudi Stohl Erich Svanda               | Lada 1300 Rudi Stohl                  | 2                   | -                   | versnellingsbak     | -                   |

### Constructeurskampioenschap
| Pos | Constructeur   | MON | SWE | POR | KEN | NZL | GRE | FIN | CAN | ITA | FRA | GBR | Pts |
| --- | -------------- | --- | --- | --- | --- | --- | --- | --- | --- | --- | --- | --- | --- |
| 1   | Fiat           | 16  | 14  |     |     |     |     |     |     |     |     |     | 30  |
| 2   | Opel           | 9   | 17  |     |     |     |     |     |     |     |     |     | 26  |
| 3   | Lancia         | 18  |     |     |     |     |     |     |     |     |     |     | 18  |
| =   | Saab           |     | 18  |     |     |     |     |     |     |     |     |     | 18  |
| 5   | Seat           | 14  |     |     |     |     |     |     |     |     |     |     | 14  |
| =   | Porsche        | 14  |     |     |     |     |     |     |     |     |     |     | 14  |
| =   | Ford           |     | 14  |     |     |     |     |     |     |     |     |     | 14  |
| 8   | Alpine-Renault | 10  |     |     |     |     |     |     |     |     |     |     | 10  |
| =   | Toyota         |     | 10  |     |     |     |     |     |     |     |     |     | 10  |
| 10  | Volvo          |     | 8   |     |     |     |     |     |     |     |     |     | 8   |
| 11  | Lada           |     | 4   |     |     |     |     |     |     |     |     |     | 4   |